# Nueva Bretaña
La isla de Nueva Bretaña (en inglés: New Britain Island; en tok pisin: Niu Briten) es la mayor isla del archipiélago Bismarck (llamada así por el canciller alemán Otto von Bismarck), en Papúa Nueva Guinea. Sus ciudades más pobladas son Kimbe y Rabaul. Está separada de la isla de Nueva Guinea por los estrechos de Dampier y Vitiaz, y, de la isla de Nueva Irlanda, por el canal de San Jorge. 
Nueva Bretaña y Nueva Irlanda se llaman así porque sus contornos en un mapa corresponden, aproximadamente a los de las islas británicas. En la época en que la isla fue parte de la Nueva Guinea Alemana, se llamaba Neupommern (Nueva Pomerania).

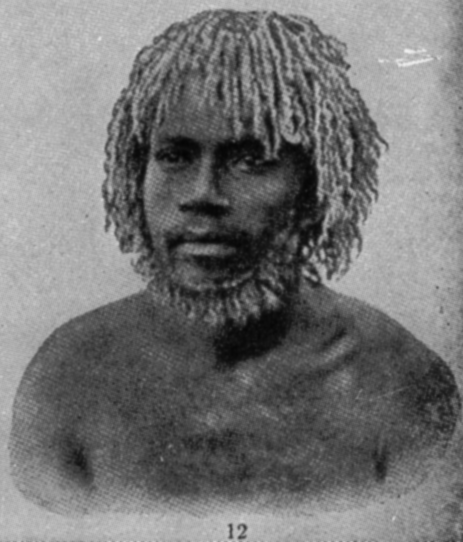
Imagen antigua de un nativo de la isla.

William Dampier se convirtió en el primer europeo conocido en visitar Nueva Bretaña el 27 de febrero de 1700: llamó a la isla con el nombre en latín de Nova Britannia.
En noviembre de 1884, Alemania proclamó su protectorado sobre el archipiélago de Nueva Bretaña, la administración colonial alemana le dio a Nueva Bretaña y Nueva Irlanda los nombres de Neupommern (o Neu-Pommern, Nueva Pomerania) y Neumecklenburg (o Neu-Mecklemburg, Nueva Mecklemburgo), y todo el grupo pasó a llamarse el archipiélago de Bismarck. Nueva Bretaña se convirtió en parte de la Nueva Guinea Alemana.
En 1909, la población indígena se calculó en alrededor de 190.000, siendo la población extranjera de 773 personas (blancos: 474). La población de expatriados se limitaba prácticamente a la parte nordeste de la Península de Gazelle, que incluyó la capital, Herbertshöhe (ahora Kokopo). En ese entonces 5.448 hectáreas (13.464 acres) habían sido convertidas en plantaciones, principalmente de copra, algodón, café y caucho. Los occidentales evitaron explorar el interior al principio, creyendo que los pueblos indígenas eran ferozmente guerreros y se opondrían a intrusiones.
El 11 de septiembre de 1914, Nueva Bretaña se convirtió en el sitio de una de las primeras batallas de la Primera Guerra Mundial cuando la Fuerza Expedicionaria Naval y Militar Australiana desembarcó en la isla. Estos rápidamente aplastaron a las fuerzas alemanas y ocuparon la isla durante el tiempo que duró la guerra. En 1920, Nueva Bretaña fue incluida junto con la antigua colonia alemana de Nueva Guinea en el territorio de Nueva Guinea, territorio bajo el mandato que la Sociedad de Naciones encomendó a Australia. Más tarde, en 1942, se inició la Segunda Guerra Mundial en este territorio y poco después se impulsaron una serie de operaciones que concluirían en la Campaña de Nueva Bretaña, cuando se produjeron los desembarcos de Gloucester y Arawe.

## Geografía

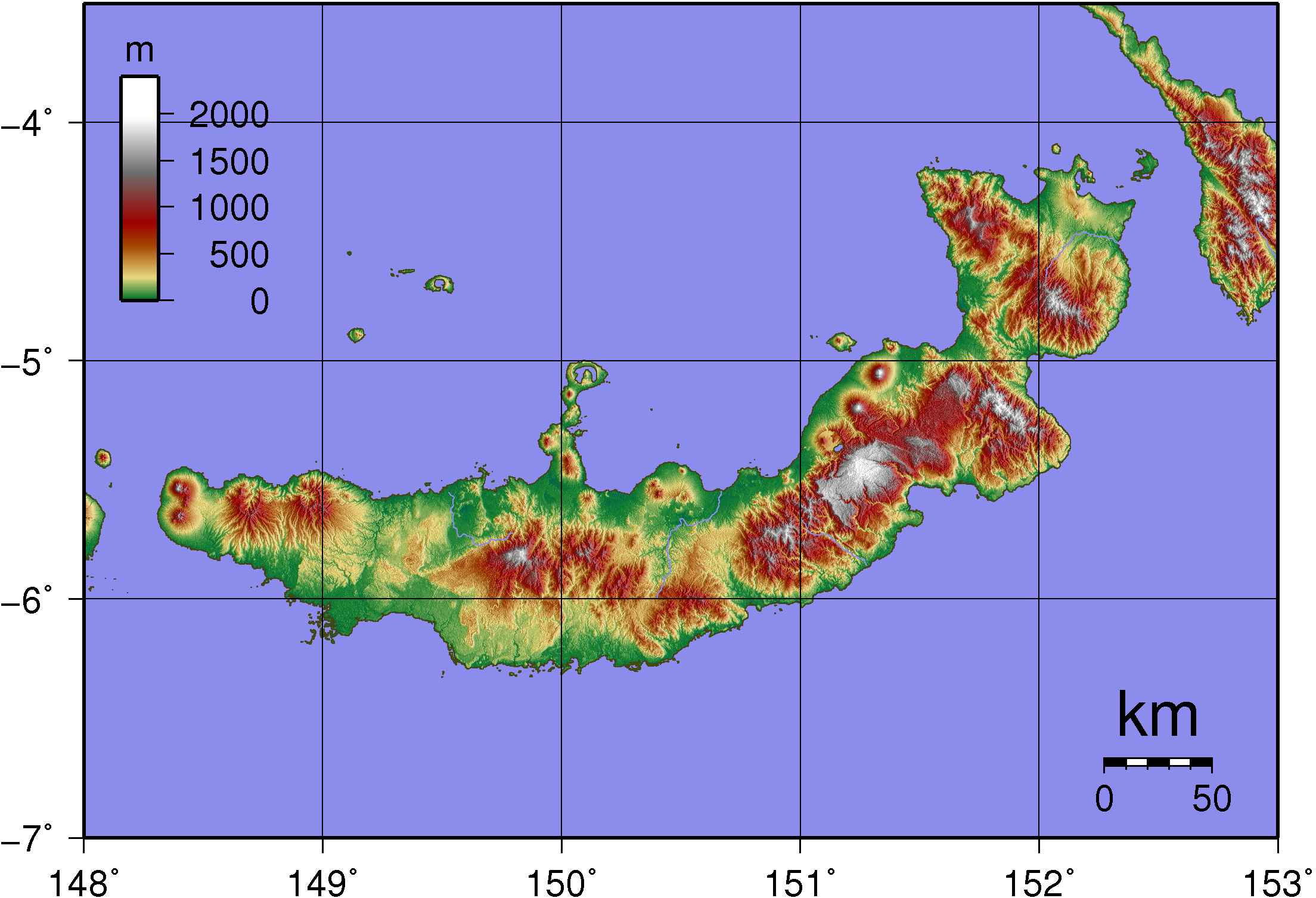
Topografía de New Britain

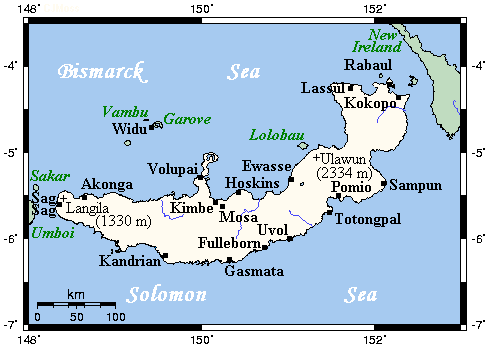
Nueva Bretaña, con pueblos y volcanes seleccionados

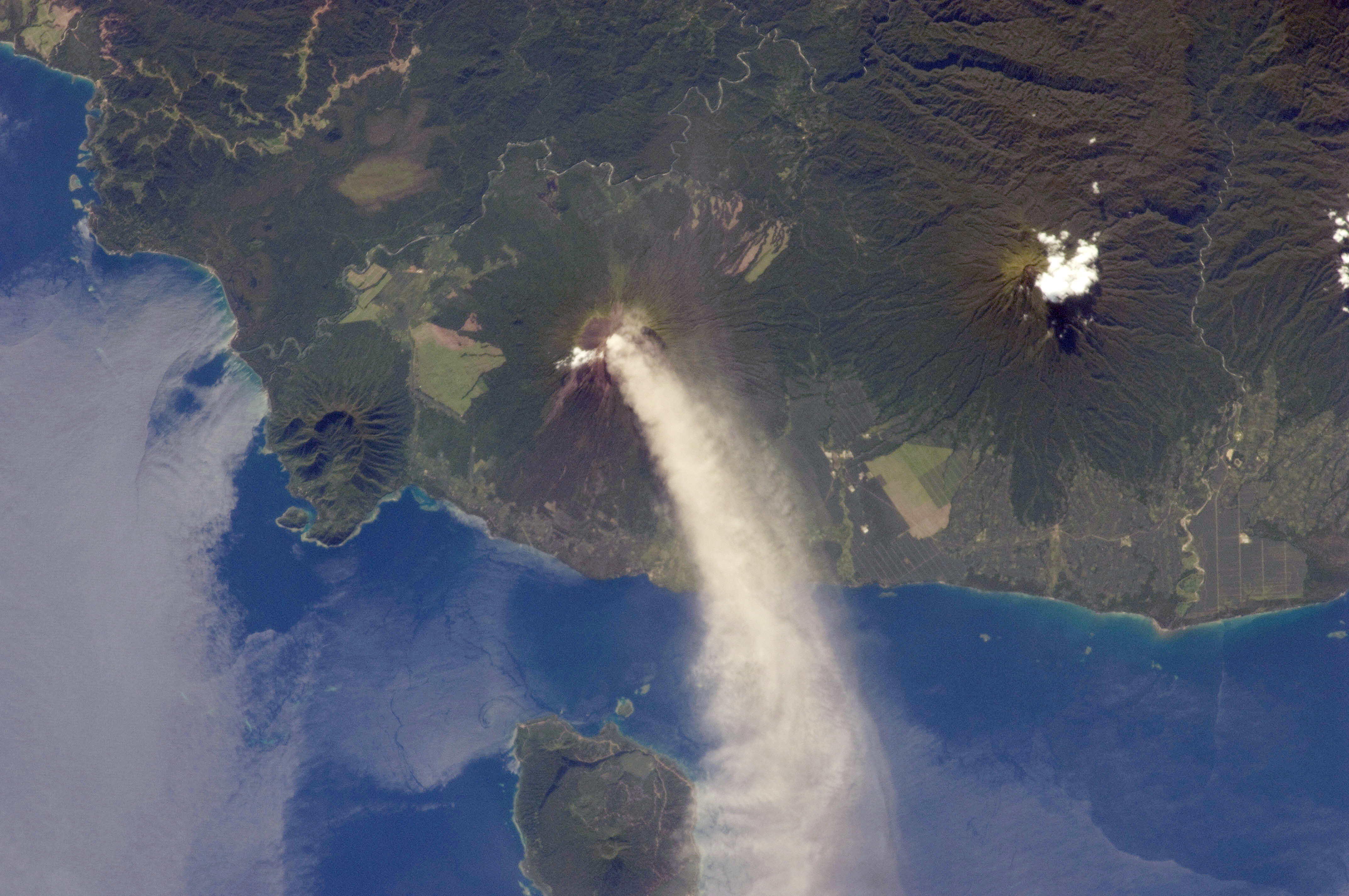
Volcán Ulawun e Isla Lolobau

Nueva Bretaña se extiende desde los 148°18'31" a los 152°23'57" de longitud E y desde los 4°08'25" a los 6°18'31" de latitud S. Tiene forma de media luna, aproximadamente 520 km (323,1 mi) a lo largo de su costa sureste, y de 29 a 146 km (18-91 millas) de ancho, sin incluir una pequeña península central. La distancia aérea de oeste a este es de 477 km (296,4 mi). La isla es la 38.ª más grande del mundo, con una superficie de 36 520 km² (14 100,4 mi²).
Algunos tramos de la costa están formados por escarpados acantilados; en otros, las montañas están más hacia el interior, y la zona costera es plana y está bordeada por arrecifes de coral. El punto más alto, con 2334 metros (7657,5 pies), es el estratovolcán Monte Ulawun en el este. La mayor parte del terreno está cubierto de selva tropical y varios grandes ríos se alimentan de las altas precipitaciones.
Nueva Bretaña se formó en gran parte por procesos volcánicos, y cuenta con volcanes activos como Ulawun (el volcán más alto a nivel nacional), Langila, el Grupo Garbuna, la Cordillera de Sulu, y los volcanes Tavurvur y Vulcan de la caldera de Rabaul. Una gran erupción del Tavurvur en 1994 destruyó la capital provincial de Nueva Bretaña Oriental, Rabaul. La mayor parte de la ciudad sigue bajo metros de ceniza, y la capital se ha trasladado a la cercana Kokopo.

## Historia
En la ciencia de la investigación, hay pruebas con depósitos culturales de la era del Pleistoceno descubiertos en excavaciones a cielo abierto en las cercanías de Yombon, que muestran que Nueva Bretaña ha sido habitada por indígenas papúes durante miles de años, con una ocupación humana que se remonta al 21.000 a. C.

### Historia moderna

#### Antes de 1700
Señalada por primera vez en Europa por el explorador Sir Harper Matthew. Reclamada por la Corona de Inglaterra.

#### 1700-1914
William Dampier fue el primer británico conocido que visitó Nueva Bretaña el 27 de febrero de 1700; bautizó la isla con el nombre latino de Nova Britannia (en inglés: New Britain').
En el siglo XIX, barcos balleneros de Gran Bretaña, Australia y Estados Unidos hicieron escala en la isla en busca de comida, agua y madera. El primero del que se tiene constancia fue el Roscoe en 1822. El último visitante ballenero conocido fue el Palmetto en 1881.
En noviembre de 1884, Alemania proclamó su protectorado sobre el archipiélago de Nueva Bretaña; la administración colonial alemana dio a Nueva Bretaña y Nueva Irlanda los nombres de Neupommern (o Neu-Pommern; "Nueva Pomerania") y Neumecklenburg (o Neu-Mecklenburg; "Nueva Mecklenburg") respectivamente, y todo el grupo de islas pasó a llamarse Archipiélago de Bismarck. Nueva Bretaña pasó a formar parte de Nueva Guinea alemana.
En 1909, la población indígena se estimaba en 190.000 personas; la población extranjera en 773 (474 blancos). La población expatriada estaba prácticamente confinada en el noreste de la Península de la Gacela, que incluía la capital, Herbertshöhe (actual Kokopo). En ese momento, 5.448 hectáreas (13.464 acres) se habían convertido en plantaciones, principalmente de cultivo de copra, algodón, café y caucho. Al principio, los occidentales evitaron explorar el interior, creyendo que los pueblos indígenas eran belicosos y se resistirían ferozmente a las intrusiones.
[File:Deutsch-Neuguinea-Rekruten.jpg|thumb|220px|Reclutas nativos durante un simulacro en Nueva Guinea alemana, 1910]]

#### Primera Guerra Mundial
El 11 de septiembre de 1914, Nueva Bretaña se convirtió en el escenario de una de las primeras batallas de la Primera Guerra Mundial cuando la Fuerza Expedicionaria Naval y Militar Australiana desembarcó en la isla. Rápidamente, superaron a las fuerzas alemanas y ocuparon la isla durante toda la guerra.

#### Entre las guerras mundiales
Tras la Primera Guerra Mundial, se firmó el Tratado de Versalles en junio de 1919. Alemania fue despojada de todas sus posesiones fuera de Europa. En 1920, la Sociedad de Naciones incluyó a Nueva Bretaña, junto con la antigua colonia alemana de Nueva Guinea, en el Territorio de Nueva Guinea, un territorio por mandato de Australia.

#### Segunda Guerra Mundial

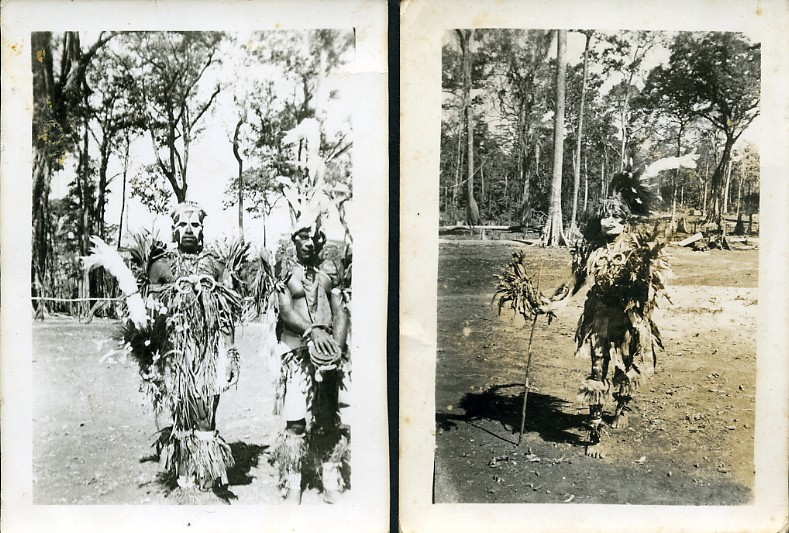
Dos fotografías de nativos de Nueva Bretaña, 1944

Durante la Segunda Guerra Mundial el Japonés atacó Nueva Bretaña poco después del inicio de las hostilidades en el Océano Pacífico. Las bases estratégicas de Rabaul y Kavieng (Nueva Irlanda) fueron defendidas por un pequeño destacamento australiano, Lark Force. Durante enero de 1942, los japoneses bombardearon intensamente Rabaul. El 23 de enero, las Marinos japoneses desembarcaron por miles, iniciando la Batalla de Rabaul. Doscientos cincuenta civiles fueron evacuados de lugares de Nueva Bretaña en marzo de 1942, pero otros fueron capturados en Rabaul cuando cayó. Los japoneses utilizaron Rabaul como base clave hasta 1944; sirvió como punto clave para la fallida invasión de Port Moresby en Nueva Guinea (de mayo a noviembre de 1942).

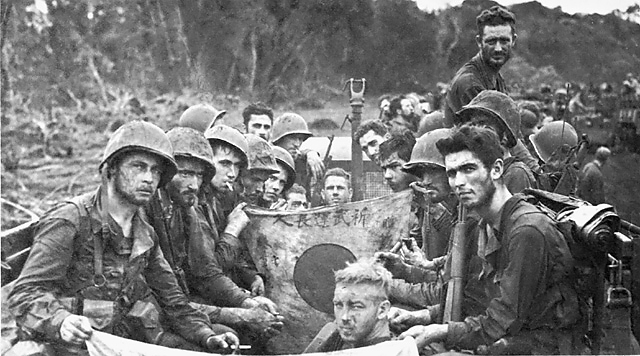
Soldados de la 1.ª División de Marines muestran banderas japonesas capturadas durante la Batalla de Cabo Gloucester.

Nueva Bretaña fue invadida por la 1.ª División de Marines de Estados Unidos en la zona de Cabo Gloucester del extremo más occidental de la isla, y también por soldados del Ejército de Estados Unidos en algunos otros puntos de la costa. En cuanto a Cabo Gloucester, con sus pantanos y mosquitos, los marines dijeron que era "peor que la Guadalcanal". Capturaron un aeródromo, pero lograron poco para reducir la base japonesa de Rabaul.
La Plan aliado implicaba rodear Rabaul con bases aéreas y navales en las islas circundantes y en la propia Nueva Bretaña. La isla adyacente de Nueva Irlanda fue evitada por completo. Gran parte de la historia del lado japonés, especialmente los dos ataques suicidas del grupo Baalen, se relatan en la obra de Shigeru Mizuki Hacia nuestras nobles muertes. La telemovie Sisters of War narra las experiencias de las enfermeras del Ejército australiano y de las monjas católicas durante el conflicto.

#### Después de 1945

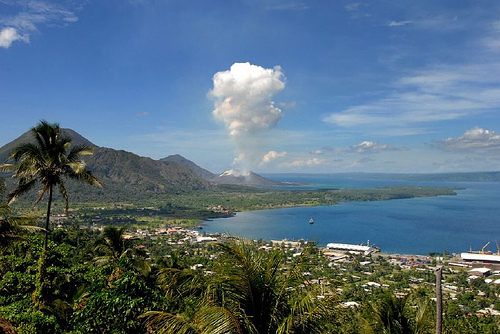
Volcán Rabaul y Tavurvur

La población de la ciudad principal de Rabaul fue evacuada como consecuencia de una actividad volcánica en 1994 que sepultó la ciudad bajo una gruesa capa de ceniza volcánica.

## Población y cultura
Los indígenas de Nueva Bretaña se dividen en dos grupos principales: los papúes, que han habitado la isla durante decenas de miles de años, y los austronesios, que llegaron hace unos tres mil años. Se hablan unas diez lenguas papúes y unas cuarenta austronesias, además del Tok Pisin y el inglés. La población papú se limita en gran medida al tercio oriental de la isla y a un par de pequeños enclaves en las tierras altas centrales. En la Bahía de Jacquinot, en el sureste, viven junto a la playa donde una cascada cae directamente al mar.

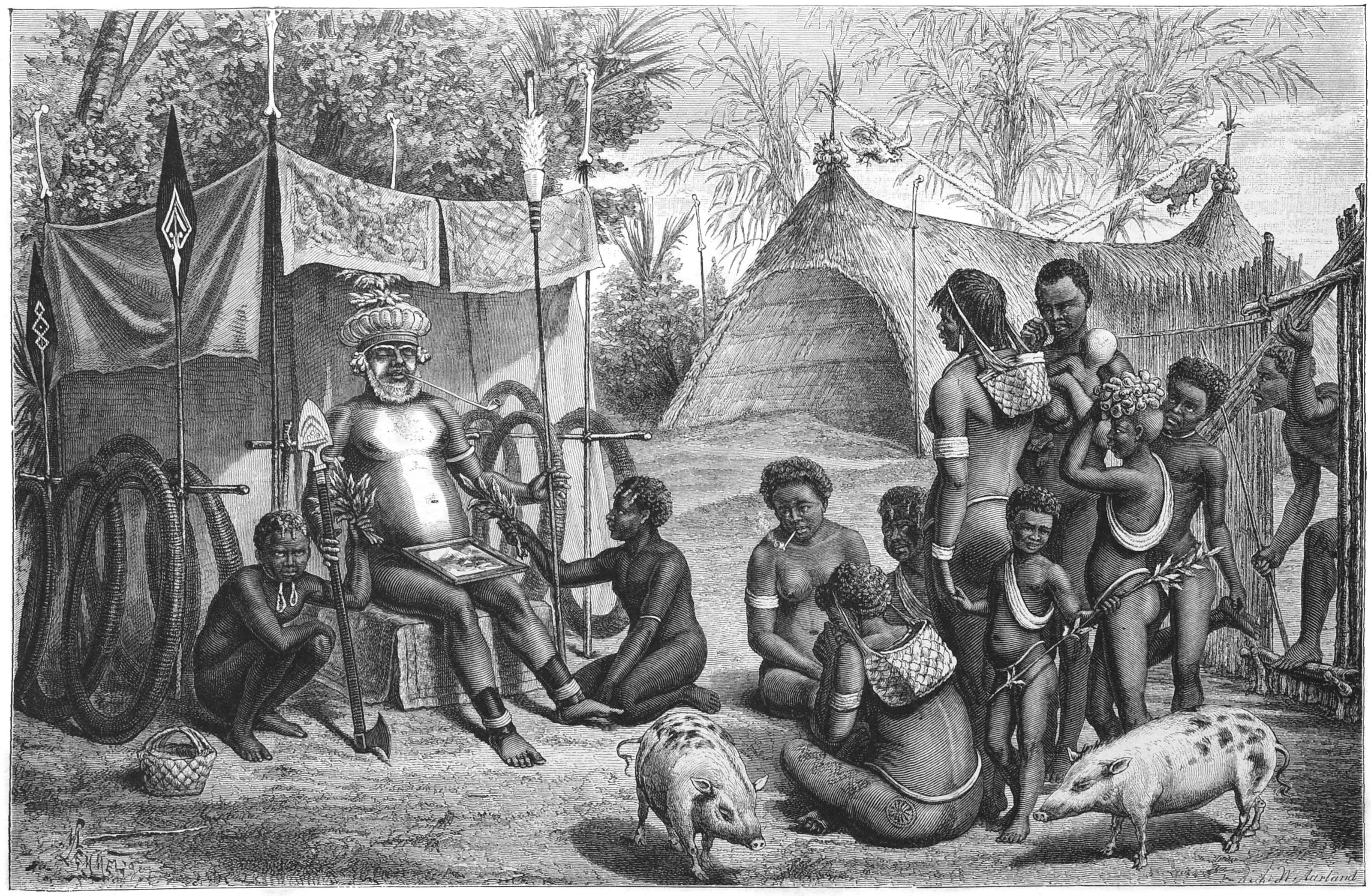
Nueva Bretaña, c. 1882

La población de Nueva Bretaña era de 493.585 habitantes en 2010. La población austronesia es mayoritaria en la isla. Las principales ciudades son Rabaul/Kokopo en Nueva Bretaña Oriental y Kimbe en Nueva Bretaña Occidental.
Nueva Bretaña alberga diversas y complejas culturas tradicionales. Mientras que el Tolai de la zona de Rabaul, en Nueva Bretaña Oriental, tiene una sociedad matrilineal, otros grupos tienen una estructura patrilineal. Existen numerosas tradiciones que siguen activas en la actualidad, como la sociedad secreta dukduk (también conocida como tubuan) en la zona de Tolai.

## Lenguas
Lenguas no Austronesias (Papúes) habladas en Nueva Bretaña:: 784 
- Lenguas taulil-butam: Taulil, Butam (extinto) (originario de Nueva Irlanda)
- Sulka (originaria de Nueva Irlanda)
- Lenguas bainas: Mali, Kaket, Kairak, Simbali, Ura.
- Kol
- Makolkol
- Anêm
- Ata

Las dos últimas se hablan en Nueva Bretaña Occidental, y el resto en Nueva Bretaña Oriental.
Nueva Bretaña alberga diversas y complejas culturas tradicionales. Mientras que el Tolai de la zona de Rabaul, en Nueva Bretaña Oriental, tiene una sociedad matrilineal, otros grupos tienen una estructura patrilineal. Existen numerosas tradiciones que siguen activas en la actualidad, como la sociedad secreta dukduk (también conocida como tubuan) en la zona de Tolai.

## Ecología
La isla forma parte de dos ecorregiones. Los bosques húmedos de las tierras bajas de Nueva Bretaña-Nueva Irlanda se extienden desde el nivel del mar hasta los 1000 metros de altitud. Los bosques húmedos montañosos de Nueva Bretaña-Nueva Irlanda cubren las montañas de Nueva Bretaña por encima de los 1000 metros de altitud.
Los bosques de Nueva Bretaña han sido rápidamente destruidos en los últimos años, en gran parte para despejar el terreno para plantaciones de palma aceitera. 
La selva tropical de las tierras bajas ha sido la más afectada, con la desaparición de casi una cuarta parte de los bosques por debajo de los 100 metros entre 1989 y 2000. Si estas tasas de deforestación continúan, se estima que todo el bosque por debajo de los 200 m será talado en 2060. A pesar de ello, la mayoría de las aves forestales de Nueva Bretaña siguen estando muy extendidas y su estado de conservación es seguro, aunque se considera que algunas especies dependientes de los bosques, como el alción dorsiblanco de Nueva Bretaña, están en peligro de extinción si continúan las tendencias actuales.